# ITF Women's Circuit Nanning
L'ITF Women's Circuit Nanning è un torneo professionistico di tennis giocato su campi in cemento. Fa parte dell'ITF Women's Circuit. Si gioca annualmente a Nanning in Cina.

## Albo d'oro

### Singolare
| Anno | Campionessa | Finalista     | Punteggio     |
| ---- | ----------- | ------------- | ------------- |
| 2014 | Xu Yifan    | Chan Yung-jan | 6–3, 7–6(7–1) |

### Doppio
| Anno | Campionesse             | Finaliste               | Punteggio           |
| ---- | ----------------------- | ----------------------- | ------------------- |
| 2014 | Han Xinyun Zhang Kailin | Zhang Ling Zheng Saisai | 7–6(10–8), 7–6(7–3) |